# Николаев, Николай Иванович (бактериолог)
Никола́й Ива́нович Никола́ев (1903—1981) — советский военный учёный-бактериолог, профессор, доктор медицинских наук, генерал-майор. В середине 1940-х годов активно участвовал в борьбе с холерой в Корее и Китае. Первым в мире в 1947 году с успехом применил стрептомицин для лечения бубонной и лёгочной чумы в маньчжурском очаге чумы.

## Биография
После окончания в 1929 г. медицинского факультета Воронежского университета проходил службу в советской Армии на различных должностях в области военной эпидемиологии и микробиологии, участник Великой Отечественной войны, награждён семью орденами и медалями. В середине 1940-х годов он активно участвовал в борьбе с холерой в Корее и Китае.
Работал на руководящих должностях в военных НИИ микробиологического профиля (в том числе в 1949—1951 — начальник НИИ эпидемиологии и гигиены Красной Армии. Там сформировалось главное направление его научной деятельности — производство бактериальных препаратов на основе современных технологий (глубинное культивирование, лиофилизация и др.). Последнее место службы — Центр военно-технических проблем НИИМ (Свердловск), где он занимал должность заместителя командира по научной работе.
Н. И. Николаев внёс весомый вклад в проблему лечения чумы. Он первым в мире в 1947 году с успехом применил стрептомицин для лечения бубонной и лёгочной чумы в маньчжурском очаге чумы. После увольнения из Вооруженных Сил более 10 лет (1960—1972) возглавлял головной Всесоюзный научно-исследовательский противочумный институт «Микроб» (Саратов), где организовал производство чумной и холерной вакцин современного типа. Полностью реорганизовал «Микроб», укрепил научными кадрами, построил новые производственные корпуса и жилой дом для сотрудников, возобновил издание журнала «Проблемы особо опасных инфекций», наладил прочные деловые контакты с ведущими мировыми авторитетами в области особо опасных инфекций.
Н. И. Николаев — автор фундаментальной монографии «Чума» (1968). Его докторская диссертация «Чума в Маньчжурии» (Киров, 1949) написана в энциклопедической манере, более характерной для русских учёных XIX века, чем его современников; она содержит уникальный научный, исторический и этнографический материал, весьма полезный для современных военных бактериологов и эпидемиологов.

## Основные публикации
- Николаев Н. И. Чума: (Клиника, диагностика, лечение и профилактика). — М.: Медицина, 1968. — 240 с. — (Библиотека практического врача).